# Arrondissement Lodève
Das Arrondissement Lodève ist eine Verwaltungseinheit des Départements Hérault in der französischen Region Okzitanien. Hauptort (Sitz der Unterpräfektur) ist Lodève.
Im Arrondissement liegen fünf Wahlkreise (Kantone) und 122 Gemeinden. Zum 1. November 2009 wechselten die Kantone Aniane, Ganges und Saint-Martin-de-Londres vom Arrondissement Montpellier zum Arrondissement Lodève.

## Wahlkreise
- Kanton Clermont-l’Hérault (mit 16 von 39 Gemeinden)
- Kanton Gignac
- Kanton Lodève
- Kanton Mèze (mit 5 von 18 Gemeinden)
- Kanton Saint-Gély-du-Fesc (mit 19 von 20 Gemeinden)

## Gemeinden
| 1. Agonès (34005)*                                   | 2. Aniane (34010)                      | 3. Arboras (34011)                         | 4. Argelliers (34012)                 |
| 5. Aspiran (34013)                                   | 6. Assas (34014)                       | 7. Aumelas (34016)                         | 8. Bélarga (34029)                    |
| 9. Brignac (34041)                                   | 10. Brissac (34042)                    | 11. Buzignargues (34043)                   | 12. Cabrières (34045)                 |
| 13. Campagnan (34047)                                | 14. Canet (34051)                      | 15. Causse-de-la-Selle (34060)             | 16. Cazevieille (34066)               |
| 17. Cazilhac (34067)                                 | 18. Celles (34072)                     | 19. Ceyras (34076)                         | 20. Claret (34078)                    |
| 21. Clermont-l’Hérault (34079)                       | 22. Combaillaux (34082)                | 23. Ferrières-les-Verreries (34099)        | 24. Fontanès (34102)                  |
| 25. Fontès (34103)                                   | 26. Fozières (34106)                   | 27. Ganges (Hérault) (34111)               | 28. Gignac (34114)                    |
| 29. Gorniès (34115)                                  | 30. Guzargues (34118)                  | 31. Jonquières (34122)                     | 32. La Boissière (34035)              |
| 33. La Vacquerie-et-Saint-Martin-de-Castries (34317) | 34. Lacoste (Hérault) (34124)          | 35. Lagamas (34125)                        | 36. Laroque (34128)                   |
| 37. Lauret (34131)                                   | 38. Lauroux (34132)                    | 39. Lavalette (34133)                      | 40. Le Bosc (34036)                   |
| 41. Le Caylar (34064)                                | 42. Le Cros (34091)                    | 43. Le Pouget (34210)                      | 44. Le Puech (34220)                  |
| 45. Le Triadou (34314)                               | 46. Les Matelles (34153)               | 47. Les Plans (34205)                      | 48. Les Rives (34230)                 |
| 49. Liausson (34137)                                 | 50. Lieuran-Cabrières (34138)          | 51. Lodève (34142)                         | 52. Mas-de-Londres (34152)            |
| 53. Mérifons (34156)                                 | 54. Montarnaud (34163)                 | 55. Montoulieu (34171)                     | 56. Montpeyroux (34173)               |
| 57. Moulès-et-Baucels (34174)                        | 58. Mourèze (34175)                    | 59. Murles (34177)                         | 60. Nébian (34180)                    |
| 61. Notre-Dame-de-Londres (34185)                    | 62. Octon (34186)                      | 63. Olmet-et-Villecun (34188)              | 64. Paulhan (34194)                   |
| 65. Pégairolles-de-Buèges (34195)                    | 66. Pégairolles-de-l’Escalette (34196) | 67. Péret (34197)                          | 68. Plaissan (34204)                  |
| 69. Popian (34208)                                   | 70. Poujols (34212)                    | 71. Pouzols (34215)                        | 72. Puéchabon (34221)                 |
| 73. Puilacher (34222)                                | 74. Romiguières (34231)                | 75. Roqueredonde (34233)                   | 76. Rouet (34236)                     |
| 77. Saint-André-de-Buèges (34238)                    | 78. Saint-André-de-Sangonis (34239)    | 79. Saint-Bauzille-de-la-Sylve (34241)     | 80. Saint-Bauzille-de-Montmel (34242) |
| 81. Saint-Bauzille-de-Putois (34243)                 | 82. Saint-Clément-de-Rivière (34247)   | 83. Sainte-Croix-de-Quintillargues (34248) | 84. Saint-Étienne-de-Gourgas (34251)  |
| 85. Saint-Félix-de-l’Héras (34253)                   | 86. Saint-Félix-de-Lodez (34254)       | 87. Saint-Gély-du-Fesc (34255)             | 88. Saint-Guilhem-le-Désert (34261)   |
| 89. Saint-Guiraud (34262)                            | 90. Saint-Hilaire-de-Beauvoir (34263)  | 91. Saint-Jean-de-Buèges (34264)           | 92. Saint-Jean-de-Cornies (34265)     |
| 93. Saint-Jean-de-Cuculles (34266)                   | 94. Saint-Jean-de-Fos (34267)          | 95. Saint-Jean-de-la-Blaquière (34268)     | 96. Saint-Martin-de-Londres (34274)   |
| 97. Saint-Mathieu-de-Tréviers (34276)                | 98. Saint-Maurice-Navacelles (34277)   | 99. Saint-Michel (34278)                   | 100. Saint-Pargoire (34281)           |
| 101. Saint-Paul-et-Valmalle (34282)                  | 102. Saint-Pierre-de-la-Fage (34283)   | 103. Saint-Privat (34286)                  | 104. Saint-Saturnin-de-Lucian (34287) |
| 105. Saint-Vincent-de-Barbeyrargues (34290)          | 106. Salasc (34292)                    | 107. Sauteyrargues (34297)                 | 108. Sorbs (34303)                    |
| 109. Soubès (34304)                                  | 110. Soumont (34306)                   | 111. Teyran (34309)                        | 112. Tressan (34313)                  |
| 113. Usclas-d’Hérault (34315)                        | 114. Usclas-du-Bosc (34316)            | 115. Vacquières (34318)                    | 116. Vailhauquès (34320)              |
| 117. Valflaunès (34322)                              | 118. Valmascle (34323)                 | 119. Vendémian (34328)                     | 120. Villeneuvette (34338)            |
| 121. Viols-en-Laval (34342)                          | 122. Viols-le-Fort (34343)             |                                            |                                       |

* Zahlen in Klammern sind INSEE-Codes

## Neuordnung der Arrondissements 2017

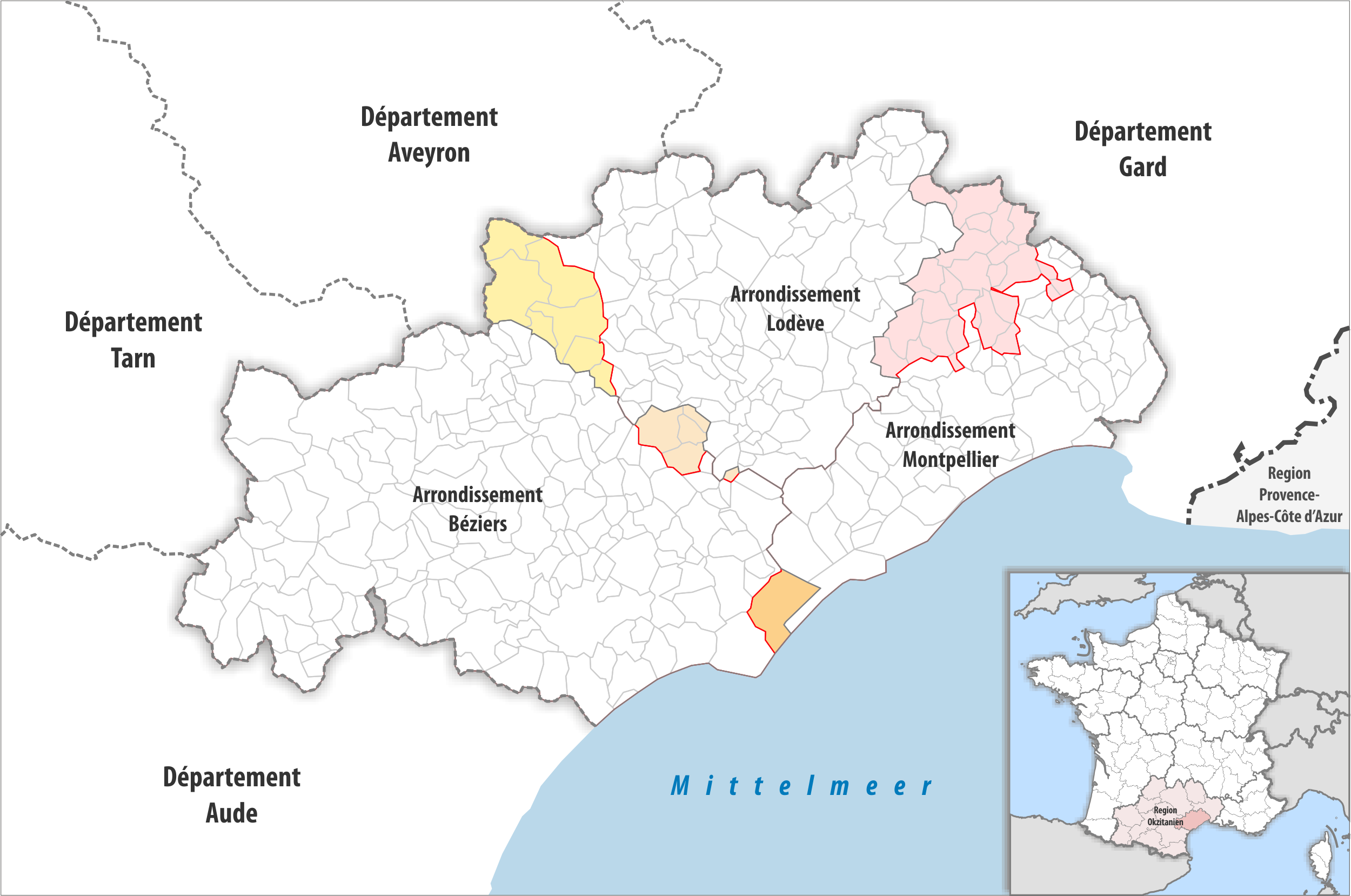
Arrondissementsanpassungen im Jahr 2017

Durch die Neuordnung der Arrondissements im Jahr 2017 wurde aus dem Arrondissement Lodève die Fläche der sieben Gemeinden Avène, Brenas, Ceilhes-et-Rocozels, Dio-et-Valquières, Joncels, Le Bousquet-d’Orb und Lunas dem Arrondissement Béziers zugewiesen.
Dafür wechselte zum Arrondissement Béziers die Fläche der fünf Gemeinden Cabrières, Fontès, Lieuran-Cabrières, Péret und Usclas-d’Hérault und vom Arrondissement Montpellier die Fläche der 26 Gemeinden Assas, Buzignargues, Cazevieille, Claret, Combaillaux, Ferrières-les-Verreries, Fontanès, Guzargues, Lauret, Le Triadou, Les Matelles, Murles, Saint-Bauzille-de-Montmel, Saint-Clément-de-Rivière, Sainte-Croix-de-Quintillargues, Saint-Gély-du-Fesc, Saint-Hilaire-de-Beauvoir, Saint-Jean-de-Cornies, Saint-Jean-de-Cuculles, Saint-Mathieu-de-Tréviers, Saint-Vincent-de-Barbeyrargues, Sauteyrargues, Teyran, Vacquières, Vailhauquès und Valflaunès zum Arrondissement Lodève.

## Belege
1. ↑  Pressemitteilung der Präfektur vom 16. Oktober 2009